# Rytigynia setosa
Rytigynia setosa är en måreväxtart som beskrevs av Robyns. Rytigynia setosa ingår i släktet Rytigynia och familjen måreväxter. Inga underarter finns listade i Catalogue of Life.